# Tennistoernooi van Eastbourne 2012
|                                     |  |                                        |
| Andy Roddick, winnaar bij de mannen |  | Tamira Paszek, winnares bij de vrouwen |

Het tennistoernooi van Eastbourne van 2012 werd van 17 tot en met 23 juni 2012 gespeeld op de grasbanen van de Devonshire Park Lawn Tennis Club in de Engelse kustplaats Eastbourne. De officiële naam van het toernooi was Aegon International.
Het toernooi bestond uit twee delen:
- WTA-toernooi van Eastbourne 2012, het toernooi voor de vrouwen
- ATP-toernooi van Eastbourne 2012, het toernooi voor de mannen

ATP-toernooi van Eastbourne – WTA-toernooi van Eastbourne

2009 · 2010 · 2011 · 2012 · 2013 · 2014 · 2015 · 2016 · 2017 · 2018 · 2019 · 2020 · 2021 · 2022 · 2023 · 2024